# Ява (театр)
Я́ва, або  сце́на (лат. scaena, scena від грец. σκηνή) — частина акту, дії в драматичному творі, в якій склад виконавців лишається незмінним. Часом під явою розуміють основну одиницю фабули оповідань, романів та інших різновидів красного письменства.
Поняття яви в літературі походить з театру, де під нею розуміють коротку історію, що розгортається в одному місці дії з одними й тими самими дійовими особами. Вважається, що яві притаманна структура довершеного твору, з ув'язкою, основною дією та кінцівкою. Ява є тією частиною сюжету, що оповідає мить за миттю, розгортаючись перед глядачем просто «зараз», та не дає підсумків. 
Яви має такі засадничі складові:
- Заява мети.
- Ознайомлення та розвиток конфлікту.
- Та найчастіше, невдача в досягненні поставленої мети; тактичний провал.